# Konstanty Mikołaj Radziwiłł (1793–1863)
Konstanty Mikołaj Stanisław Juliusz Franciszek Radziwiłł herbu Trąby, lit. Motiejus Konstantinas (Maciej Konstanty) Radvila (ur. 5 kwietnia 1793 w Rzymie, zm. 6 kwietnia 1869 w Połoneczce) – polski arystokrata rodowy, książę, hrabia szydłowiecki w 1800–1802, następnie tytularnie do 1869. 

## Życiorys
Urodził się jako jedyny syn Macieja (1749–1800), kasztelana wileńskiego, i Elżbiety z Chodkiewiczów (1770–1804). Miał starszą siostrę Marię Ludwikę (1790–1853) wydaną za mąż za Stanisława Kazimierza Jurahę (1790–1951). 2 września 1800, wraz ze śmiercią ojca odziedziczył tytuł hrabiego na Szydłowcu. W imieniu małoletniego Konstantego dobrami tymi zarządzała matka jako kuratorka i Filip Pigłowski jako gubernator. Wobec znalezienia się dóbr w Nowej Galicji i braku możliwości pozostawania poddanymi kilku państw zaborczych w 1802 kuratorzy postanowili sprzedać hrabstwo, które wylicytowała Anna Jadwiga Sapieżyna.
W 1815 zawarł związek małżeński z Marią Aleksandrą Grabowską (1788–1826), córką Michała (1758–1822), koniuszego litewskiego, i Józefy Franciszki z Radziwiłłów (1762–przed 1810). Małżeństwo pozostało bezdzietne. Konstanty ponownie się ożenił w 1829 z Celestyną Celiną Sulistrowską (1805-1836), córką Józefa (1780–1815) i Karoliny z Przeuskich (1780–po 1812). Z tego związku pochodzi jedyna córka:
- Jadwiga (1839–1863) ⚭ Edwin Cezary Drucki Lubecki (1859–1871), syn Hieronima (1779–1844) i Krystyny z Niemirowiczów-Szczyttów (1781–1844)[4].

Kolejny raz ożenił się w 1840 z Adelą Siestrzanek-Karnicką (1811–1883), córką Mikołaja (1772–1826) i Doroty z Niemirowiczów-Szczyttów (1780–1813). Trzecie małżeństwo Konstantego przyniosło ośmioro dzieci, trzy córki i pięciu synów:
- Mikołaj Antoni Gustaw (1841–1900), tytularny hrabia szydłowiecki w 1869–1900, ⚭ Helena Benisławska (1841–1918), córka Teofila (1800–1881) i Walerii (1810–1873);
- Maciej Józef Konstanty (1842–1907), tytularny hrabia szydłowiecki w 1900–1907, ⚭ Jadwiga Krasińska (1842–1913), córka Stanisława Kostki (1811–1849) i Doroty z Jabłonowskich (1820–1900);
- Celestyna Maria Filomena (1843–1921)
- Antonina Maria Teresa (1844–1924) ⚭ Zygmunt Dembowski (1823–1896), syn Ignacego Maurycego (1789–1861) i Eleonory ze Zboińskich (1797–1874);
- Michalina Maria Cecylia (1845–1879) ⚭ Piotr Stanisław Świętopełk-Zawadzki (1847–1899), syn Eugeniusza Roberta (1817–1880) i Teofili z Giedroyciów (1822–1851);
- Karol Wilhelm Michał (1848–1904) ⚭ Jadwiga Stefania Platerówna (1848–1929), córka Cezarego Augustyna (1810–1869) i Stefanii z Małachowskich (1819–1852);
- Konstanty Wincenty Maria (1850–1920) ⚭ Ludwika Antonina Blanc (1856–1911), córka François (1806–1887) i Marie Charlotte z Henselów (1833–1881);
- Dominik Maria Ignacy (1852–1938) ⚭ Dolores Maria de Agramonte (1854–1920), córka Francisco (1815–po 1854) i Marii Dolores de Zayas Zamudio (1829–1899).

## Przodkowie
| 4. Leon Michał Radziwiłł   |  |                         |  |  |                                          |
|                            |  | 2. Maciej Radziwiłł     |  |  |                                          |
| 5. Anna Ludwika Mycielska  |  |                         |  |  |                                          |
|                            |  |                         |  |  | 1. Konstanty Mikołaj Stanisław Radziwiłł |
| 6. Jan Mikołaj Chodkiewicz |  |                         |  |  |                                          |
|                            |  | 3. Elżbieta Chodkiewicz |  |  |                                          |
| 7. Ludwika Beydo-Rzewuska  |  |                         |  |  |                                          |
|                            |  |                         |  |  |                                          |